# Karripurcellia peckorum
Espèce
Synonymes
- Karripurcellia harveyi Giribet, 2003

Karripurcellia peckorum est une espèce d'opilions cyphophthalmes de la famille des Pettalidae.

## Distribution
Cette espèce est endémique du South West en Australie-Occidentale. Elle se rencontre vers Pemberton.

## Étymologie
Cette espèce est nommée en l'honneur de Jarmila Kukalová-Peck et Stewart B. Peck.

## Publication originale
- Giribet, 2003 : « Karripurcellia, a new pettalid genus (Arachnida: Opiliones: Cyphophthalmi) from Western Australia, with a cladistic analysis of the family Pettalidae. » Invertebrate Systematics, vol. 17, no 3, p. 387-406.